# Championnat National 2
Championnat National 2 (oficjalnie Championnat de France de football de National 2) – czwarta w hierarchii klasa męskich ligowych rozgrywek piłkarskich we Francji, będąca jednocześnie czwartym szczeblem centralnym (IV poziom ligowy), utworzona w 1993 r. i zarządzana przez Francuski Związek Piłki Nożnej (FFF). Zmagania w jej ramach toczą się cyklicznie (co sezon) systemem kołowym „jesień-wiosna” i przeznaczone są dla 64 półprofesjonalnych lub amatorskich drużyn klubowych, podzielonych na 4 równorzędne grupy rozgrywkowe, liczące po 16 zespołów. W rozgrywkach mogą brać udział drużyny rezerw klubów zawodowych. Triumfatorzy każdej z grup uzyskują awans do Championnat National, zaś po trzy najsłabsze ekipy każdej grupy relegowane są do Championnat National 3 (V ligi francuskiej). Obowiązujące reguły pozwalają na awans tylko drużynom amatorskim co oznacza, że Championnat National 2 jest najwyższą klasą rozgrywkową dla drużyn rezerw. Drużyny rezerw mogą natomiast spaść do Championnat National 3.
W przeciwieństwie do wyższych klas rozgrywkowych w Championnat National 2 obowiązują inne zasady przyznawania punktów: 4 punkty za zwycięstwo, 2 za remis oraz jeden za porażkę. W razie przyznania walkowera drużyna przeciwko której został on podyktowany, nie otrzymuje ani jednego punktu. Identyczny system punktacji obowiązuje także na niższych szczeblach rozgrywek ligowych m.in. w lidze regionalnej oraz w lidze okręgowej.

## Drużyny w sezonie 2019/20
| Kluby                    |
| ------------------------ |
| ASM Belfort              |
| AF Bobigny               |
| SAS Épinal               |
| JA Drancy                |
| Iris Club de Croix       |
| RC Lens (rezerwy)        |
| Lille OSC (rezerwy)      |
| Stade de Reims (rezerwy) |
| SC Schiltigheim          |
| CS Sedan                 |
| Sainte-Geneviève Sports  |
| US Lusitanos Saint-Maur  |
| FCSR Haguenau            |
| SC Bastia                |
| FC Mulhouse              |
| Olympique Saint-Quentin  |

| Kluby                       |
| --------------------------- |
| C'Chartres Football         |
| FC Lorient (rezerwy)        |
| FC Mantois 78               |
| Angers SCO (rezerwy)        |
| CMS Oissel                  |
| AS Poissy                   |
| Stade Briochin              |
| US Granville                |
| US Saint-Malo               |
| Vannes OC                   |
| AS Vitré                    |
| Entente SSG                 |
| FC Fleury 91                |
| FC Rouen                    |
| En Avant Guingamp (rezerwy) |
| FC Gobelins                 |

| Kluby                        |
| ---------------------------- |
| Andrézieux-Bouthéon FC       |
| Bergerac Périgord FC         |
| Blois Football 41            |
| US Colomiers Football        |
| Les Herbiers VF              |
| SO Romorantin                |
| Stade Bordelais              |
| FC Sète 34                   |
| AS Saint-Étienne (rezerwy)   |
| Saint-Pryvé Saint-Hilaire FC |
| Trélissac FC                 |
| FC Nantes (rezerwy)          |
| Angoulême-Soyaux Charente    |
| Bourges Foot                 |
| Montpellier HSC (rezerwy)    |
| FC Chamalières               |

| Kluby                        |
| ---------------------------- |
| Annecy FC                    |
| Monts d'Or Azergues Foot     |
| US Marseille Endoume         |
| Étoile Fréjus Saint-Raphaël  |
| RC Grasse                    |
| Hyères FC                    |
| Jura Sud Foot                |
| Olympique Lyon (rezerwy)     |
| FC Martigues                 |
| Olympique Marsylia (rezerwy) |
| AS Saint-Priest              |
| Moulins Yzeure Foot          |
| Marignane Gignac FC          |
| Nîmes Olympique (rezerwy)    |
| AS Monaco FC (rezerwy)       |
| Louhans-Cuiseaux FC          |